# Mezní stav přetvoření
Mezní stav přetvoření je jeden z druhů mezních stavů v mechanice. Výpočet podle mezního stavu přetvoření (často též druhého mezního stavu) má prokázat, že normové resp. charakteristické zatížení nevyvolá přetvoření (např. sedání základů stavby), které by poškodilo konstrukci nebo změnilo polohu konstrukce.

## Rozdělení dle druhu konsolidace
- Konečné
- Částečné

## Rozdělení dle přitížení základové půdy
- Celkové
- Dílčí

## Sedání
Celkové sedání se skládá z počátečního (si), konsolidačního (sc) a sekundárního (ss)
s=si+sc+ss

## Výpočet počátečního sedání
{\displaystyle s_{i}={\frac {\delta _{ol}}{E_{u}}}\cdot b\cdot (1-v)\cdot F_{1}\cdot F_{2}}
{\displaystyle \delta _{ol}} – přitížení v základové spáře
F1 – funkce závisící na rozměrech základů a stlačující se vrstvy
F2 – funkce závisící na rozměrech základů a hloubce založení
Eu – modul deformace zeminy
b – šířka základu
v – Poisonův součinitel

## Výpočet konsolidačního sedání

### Homogenní podloží
{\displaystyle s={\frac {\delta _{ol}\cdot {b}\cdot {\alpha }\cdot (1-v^{2})}{E_{Def}}}}
{\displaystyle E_{Def}}  – modul deformace zeminy
{\displaystyle \alpha } – tvarový součinitel

### Nehomogenní podloží
{\displaystyle \sum _{i=1}^{n}{\frac {\delta _{zi}-m_{i}\cdot \delta _{ori}}{E_{oedi}}}}
s – sedání uvažovaného bodu
{\displaystyle \delta _{ori}} – původní geostatické napětí
{\displaystyle E_{oedi}} – výpočtový oedometrický modul i-té vrstvy základové vrstvy

## Kritéria sedání
Pro výpočet podle mezního stavu přetvoření je nutné určit:
- Průměrné sedání
- Nerovnoměrné sedání

## Druhy nerovnoměrného sedání
- relativní průhyb
- naklonění
- úhlové přetvoření